# アヴェンジャー対戦車自走砲
A30 アヴェンジャー対戦車自走砲(巡航戦車)とは、第二次世界大戦のイギリスが使用した対戦車自走砲（30トン級）である。

## 概要
A30 アヴェンジャーはドイツ国防軍の保有するティーガーIやパンターなどに対抗するために開発された巡航戦車Mk.VIII A30 チャレンジャーと同時期に開発されていたがチャレンジャーに比べ開発が急務ではなかったのでチャレンジャーの設計を徹底的に見直し改良が施され開発されたものである。しかしながらドイツの降伏により実戦に参加することはなかった。
呼び名としてはA30アヴェンジャーのほかにA30・17ポンド自走砲やSP2、A30アヴェンジャーSP2対戦車自走砲などである(アヴェンジャーという名称は戦後になってから与えられたものである)。
アヴェンジャー対戦車自走砲の開発は、A27巡航戦車シリーズの生産グループの一員でもあるレイランド自動車が担当することになった。

## 構造
装甲が元のチャレンジャーより薄くなったため軽くなったが車体が巨大化したためあまり変わらない(32tから31.5t)。
| 名称         | A30SP2 アヴェンジャー                                                  | A30 チャレンジャー                                                     | A27M クロムウェル                                                      | A34 コメット                                                           |
| ------------ | ---------------------------------------------------------------------- | ---------------------------------------------------------------------- | ---------------------------------------------------------------------- | ---------------------------------------------------------------------- |
| 重量         | 31.5t                                                                  | 32t                                                                    | 27.5t(Mk.VII~VIII)                                                     | 33t                                                                    |
| 全長全幅全高 | 8.71m、3.05m、2.21m                                                    | 8.03m、2.90m、2.67m                                                    | 6.35m、2.91m、2.49m                                                    | 7.77m、3.04m、2.67m                                                    |
| 最高速度     | 51.5km                                                                 | 51km                                                                   | 64km(Mk.VII~VIII)                                                      | 50km                                                                   |
| エンジン     | ロールス・ロイス・ミーティア V型12気筒ガソリンエンジン 600 hp/2,550rpm | ロールス・ロイス・ミーティア V型12気筒ガソリンエンジン 600 hp/2,550rpm | ロールス・ロイス・ミーティア V型12気筒ガソリンエンジン 600 hp/2,550rpm | ロールス・ロイス・ミーティア V型12気筒ガソリンエンジン 600 hp/2,550rpm |
| 懸架方式     | クリスティー方式                                                       | クリスティー方式                                                       | クリスティー方式                                                       | クリスティー方式                                                       |
| 行動距離     | 169km                                                                  | 169km                                                                  | 278km                                                                  | 250km                                                                  |
| 武装         | オードナンス QF 17ポンド砲Mk.VII 58.4口径76.2mm                        | オードナンス QF 17ポンド砲Mk.II 58.4口径76.2mm                         | QF 40口径75mm戦車砲(IV~V、VII~VIII)                                    | 77mm砲Mk.I(76.2mm)                                                     |
| 俯角仰角     | -10~27                                                                 | -10~20                                                                 | -12~20                                                                 | -10~20                                                                 |
| 携行弾数     | 55発                                                                   | 42発                                                                   |                                                                        |                                                                        |
| 副武装       | なし                                                                   | 7.62mmM1919A4軽機関銃x1                                                | 7.92mmベサ機関銃x2+ブレン軽機関銃x0~1(PLM銃架)                         | 7.92mmベサ機関銃x2                                                     |
| 装甲厚       | 14mm~63.5mm+38.3mm                                                     | 14mm~101.8mm                                                           | 6.35mm~63.5mm+38.3mm                                                   | 14mm~101.8mm                                                           |
| 搭乗員数     | 4~5人 車体1人砲塔3~4人                                                 | 4~5人 車体1人砲塔3~4人                                                 | 5人 車体2人砲塔3人                                                     | 5人 車体2人砲塔3人                                                     |
| 生産数       | 230両                                                                  | 175~197両                                                              | 2494両(1945年まで)                                                     | 1186両                                                                 |

### 車体
車体は基本的にクロムウェル巡航戦車の派生型であるチャレンジャー巡航戦車の改良型で射撃時の安定性を確保するために全長と全幅が拡大された(8.03mから8.71m、2.90mから3.05m)。車体の組み立てはクルセーダー巡航戦車、クロムウェルと同様で軟鋼で組み立てられたフレームに装甲板を溶接する形になっている(車体側面下部は14mmの軟鋼圧延板に14mmの均質圧延装甲板を溶接)。転輪の数はチャレンジャーと同様片側6個ずつ。正面上部の装甲は元々の63.5mmに38.3mmの装甲板を溶接し101.8mmになっている。なお追加装甲の施されていないものもいる。

### 砲塔
全高は低く再設計され2.67mから2.21mとなった。砲塔の組み立てはクロムウェルのようなリベット接合ではなくチャレンジャーと同様に溶接で組み立てられている。砲塔は元々オープントップだったが北西ヨーロッパにてドイツ軍の空中炸裂弾により天板のない自走砲の搭乗員が死傷する例が多いという報告から砲塔にスペースド・ヘッドカバー装甲と呼ばれる屋根がつけられたが場合によっては銃弾や砲弾片が入り搭乗員が負傷する可能性がある。このカバーは後ろ側が2枚に分割して開閉可能になっている。

## 配備・運用
搭乗員の配置は車体右側に操縦手、右側に砲手その後ろに副装填手、左側に車長兼通信手その後ろに装填手が乗るスペースがあるが同じく17ポンド砲搭載のファイアフライは装填手は一人だったことや人員不足から副装填手はなしで運用されたようだ。
上記にもあるがアヴェンジャーは1945年12月に量産型1号車が納品されたがドイツが5月8日に降伏したため惜しくも実戦に参加することはできなかった。第一ロットの230両全てが納品されたのは1946年になってからであった。アヴェンジャーはその後2個対戦車連隊(イギリス陸軍は昔からの伝統により連隊とは名ばかりでドイツなら実質大隊規模)に加え2個対戦車中隊(地中海と極東に配備)が編成された。しかし1949年を最後にボーヴィントン・キャンプにおいて王立砲兵連隊はアヴェンジャーによる教育訓練任務に終止符を打ち結局アヴェンジャーは実戦に参加することはなく全車退役した。

## 登場作品
『War Thunder』
イギリスの巡航戦車(中戦車)(2021年4月に駆逐戦車から変更)A30アヴェンジャーとして登場。
車体正面に追加装甲はない。またA30チャレンジャー、A24クロムウェルなども登場。
『World of Tanks』